# Пруди (Волховський район)
Пруди (рос. Пруди) — присілок у Волховському районі Ленінградської області Російської Федерації.
Населення становить 7 осіб. Належить до муніципального утворення Хваловське сільське поселення.

## Історія
Згідно із законом № 56-оз від 6 вересня 2004 року належить до муніципального утворення Хваловське сільське поселення.

## Населення
| 1885 | 1910 | 1997 | 2007 | 2010 | 2017 |
| ---- | ---- | ---- | ---- | ---- | ---- |
| 106  | ↗202 | ↘0   | ↗6   | ↗23  | ↘7   |